# 고구려-수 전쟁
고구려-수 전쟁(高句麗-隋 戰爭) 또는 여수전쟁(麗隋戰爭)은 598년, 612년, 613년, 614년에 고구려와 수나라 사이에 벌어진 전쟁이다.
- 제1차 고구려-수 전쟁
- 제2차 고구려-수 전쟁
- 제3차 고구려-수 전쟁
- 제4차 고구려-수 전쟁

이 전쟁으로 수나라는 많은 국력을 소진하였고, 이것이 지방에서의 반란과 중앙 세력의 약화로 이어져 멸망의 주요 원인 중 하나가 되었다. 고구려 또한 수나라와의 4번이나 전쟁을해서 흐트러진 국내 사정을 바로잡기 위해 남쪽의 신라와 백제를 신경 쓸 겨를이 없었고, 수나라 이후 중국을 통일한 당나라에 호의적인 행동을 취하였다. 당나라 또한 피폐해진 국내를 바로 잡아야 했기에 고구려와 친선 관계를 유지하였다. 고구려가 당나라의 요청에 따라 경관(京觀)을 허문일은 이러한 상황 때문이었다. 그러나 중화 제국하의 질서를 원했던 당 태종이 황제에 즉위하면서 상황은 달라지게 되었다.
당 태종은 진대덕(陳大德)을 고구려에 보내 첩보 활동을 명령하였다. 이처럼 당나라의 침략 의도가 분명해졌음에도 느슨한 태도를 보이는 영류왕의 태도와 그의 지나친 친당 정책에 반발한 연개소문(淵蓋蘇文)은 영류왕이 자신을 죽이려 한다는 사실을 눈치채자, 영류왕을 시해한 뒤 보장왕을 옹립하였다. 연개소문은 대당강경책을 주장해 고구려와 당 사이의 관계는 다시 험악해졌고, 결국 고구려-수 전쟁이 끝난 지 30여 년 만에 당나라는 신라와 손을 잡고 다시 고구려-당 전쟁이 일어나게 되었다.

## 같이 보기
- 고구려
- 수나라
- 을지문덕
- 영양왕
- 영류왕
- 수 양제
- 살수 대첩
- 고구려-당 전쟁